# رولز رويس ترينت
رولز رويس ترينت (بالإنجليزية: Rolls-Royce Trent)‏ هو الاسم الذي يطلق على أسرة من محركات الطائرات المروحية التوربينية ذات الثلاثة بكرات، وعالية الالتفافية، والمصنعة من قبل شركة رولز رويس بي إل سي البريطانية. وجميع محركات ترينت طورت من محرك رولز رويس أر بي 211 الشهير، وتملك هذه المحركات تصنيفات قوة دفع تبدأ من 53,000 إلى 95,000 رطل (240-420 كيلو نيوتن). وإصدارات محركات ترينت في الخدمة على طائرات ايرباص إيه 330 وإيه 340 وإيه 380، وطائرات بوينغ 777، و787، وطرازات الطائرة القادمة والتي مازالت في مرحلة التطوير إيرباص إيه 350. كما أن محركات ترينت اشتق منها محركات للاستخدامات البحرية والصناعية.
التشغيل لأول مرة تم في أغسطس 1990، وكان ذلك المحرك نموذج لمحرك ترينت 700، وحققت محركات ترينت نجاح تجاري كبير، بعد أن تم اختيارها كأول محرك تنطلق وتشغل به كلا من الطائرة بوينغ 787 بمحرك ترينت 1000 ملاحظة 1، وطائرة إيرباص إيه 380 بمحرك ترينت 900 وطائرة إيرباص إيه 350 بمحرك ترينت اكس دبليو بي. وتبلغ حصة محركات ترينت الإجمالية في الأسواق التي تتنافس فيها حوالي 40٪. ومبيعات محركات عائلة ترنت جعلت من رولز رويس ثاني أكبر مزود من للمحركات المروحية التوربينية للطائرات المدنية الكبيرة، وذلك بعد شركة جنرال إلكتريك،  ومحيلة منافستها شركة برات آند ويتني إلى المركز الثالث.
الخطوط الجوية السنغافورية هي حاليا أكبر مشغل لمحركات ترينت، مع خمسة طرزات مختلفة، سواء كانت في الخدمة أو مازالت تحت الطلب. note 3 ملاحظة 3

## التصميم والتطوير

### المنشأ والأصل
عندما تمت خصخصة شركة رولز رويس في أبريل عام 1987، كانت حصتها في سوق المحركات المروحية التوربينية للطائرات المدنية الكبيرة تبلغ 8٪ فقط. وعلى الرغم من تزايد مبيعات ونجاح محرك رولز رويس أر بي 211، الآن شركتي جنرال إلكتريك وبرات آند ويتني لا مازالت تهيمن على السوق. في ذلك الوقت، كانت الشركات المصنعة للطائرات تخطط لإنتاج طائرات جديدة من شأنها أن تتطلب مستويات لم يسبق لها مثيل من قوة الدفع. وعلاوة على ذلك فأن طائرات بوينغ 777 وإيرباص إيه 330 خطط لها بأن تكون مزودة بمحركين، كما أن العملاء المحتملين من شركات الطيران المختلفة، يطالبون أن تكون الطائرة ذات المحركين قادرة على العمل لمسافات طويلة المدى ومتوافقة مع شهادة ايتابس (ETOPS) عند بدء دخولها الأولي في الخدمة.
علمت رولز رويس أنه لتحقيق النجاح في سوق المحركات الكبيرة في المستقبل، فإنه سيتعين عليها أن تقدم محركا لكل طائرة مدنية كبيرة. ونظرا لتكاليف التطوير الهائلة المطلوبة لصنع محرك جديد في السوق، فإن الطريقة الوحيدة للقيام بذلك هو ان يكون لديها عائلة من المحركات المشتركة في نواة أساسية واحدة. وكان المحرك من طراز رولز رويس أر بي 211 ذو الثلاثة اعمدة هو المحرك المثالي والذي يوفر مرونة كبيرة ليكون الاساس الذي أعتمد لصنع عائلة المحركات الجديدة، والذي يسمح بتحجيم وبشكل انفرادي لكل من ضاغط الضغط العالي (HP)، وضاغط الضغط المتوسط (IP)، وضاغط الضغط المنخفض (LP). وللتحرر من القيود المفروضة بسبب ملكية الدولة لها، قررت رولز رويس إطلاق عائلة جديدة من المحركات، والذي أعلن عنها رسميا في عام 1988 خلال معرض فارنبورو للطيران. وتم أختيار أسم ترنت للمحرك الجديد، وترنت هو اسم قديم كان يستخدم قبل 30 عاما، فقد استخدم في تسمية أثنين من محركات رولز رويس السابقة. أول محرك حمل أسم ترينت هو أول محرك مروحي توربيني في العالم. وفي وقت لاحق، تم إعادة استخدام الاسم مرة أخرى في الستينات وذلك عندما أطلق أسم ترنت على المحرك التوربيني المروحي من طراز (RB203) والذي صمم ليحل محل محرك سبي (Spey)، والمصنف بقوة دفع تبلغ 9,980 رطل (44.4 كيلو نيوتن)، وهو أول محرك ذو ثلاثة بكرات والذي لم يدخل الخدمة مطلقا، وخلفه المحرك الشهير أر بي 211.
تحصلت رولز رويس على مبالغ كبيرة من الحكومة البريطانية لستثمارها لبرامج ترينت، وتضمنت تلك المبالغ، مبلغ 200 مليون جنية في عام 1997 أستثمرت في محرك ترنت 8104 وترنت 500 وترنت 600 و 250 مليون جنيه استرليني أستثمرت في عام 2001 لمحركات ترنت 600 و 900. وسوف يتم تسديد المبالغ المستمثرة في محرك ترنت 1000 على كل محرك يتم بيعه.

### التصميم
مثل سابقه، محرك رولز رويس أر بي 211، فأن محرك ترينت يستخدم تكوين ثلاثي البكرات، بدلا من التصاميم الأكثر شيوعا وانتشارا، والتي تستخدم التكوين الثنائي البكرات. وعلى الرغم من أن التكوين الثلاثي البكرات بطبيعته أكثر تعقيدا، فإنه يؤدي إلى محرك أقصر طولا، وأكثر صلابة، مما يعني اعتمادية اعلى في الاداء اثناء الخدمة مقارنة بالمحركات ذات التكوين الثنائي البكرة.
جميع محركات في حصة الأسرة ترينت تخطيط مماثلة، لكن شكلها ثلاثة التخزين المؤقت يسمح كل وحدة المحرك يمكن تحجيمها بشكل فردي لتلبية مجموعة واسعة من متطلبات الأداء والتوجه. على سبيل المثال، كبير 116 بوصة (290 سم) مروحة قطر ترينت 900 يحافظ على متوسط سرعة الطائرة في الإقلاع عند مستوى منخفض نسبيا للمساعدة في تلبية مستويات الضوضاء الصارمة المطلوبة من قبل إيرباص إيه 380 العملاء. وبالمثل، حجم التغييرات الأساسية تمكين (HP) التوربينات الدوار درجة الحرارة مدخل إلى أن تبقى عند أدنى مستوى ممكن، وبالتالي تقليل تكاليف الصيانة. نسبة الضغط العام للترينت 800 هي أعلى من ال 700 على الرغم من اشتراكهم في نظام HP نفسه والتوربينات IP؛ وقد تحقق ذلك عن طريق زيادة قدرة ضاغط IP والتوربينات ليرة لبنانية.
محركات ترينت استخدام جوفاء التيتانيوم شفرات المروحة مع الداخلية وارن-عارضة الهيكل لتحقيق قوة، وصلابة ومتانة في انخفاض الوزن. ريش يمكن أن تدور في 3300 دورة في الدقيقة مع سرعة غيض من 1730 كم / ساعة، أعلى بكثير من سرعة الصوت. في واحدة من الكريستال النيكل سبائك ريش التوربينات هي أيضا جوفاء، ويتم دفع الهواء من خلال ثقوب ليزر حفر فيها لتبريد لهم لأن درجة حرارة الغاز هو أعلى من نقطة انصهار من ريش. هم كل إزالة ما يصل إلى 560 كيلوواط من تيار الغاز.
والميكنة التوربينية الأساسية إعادة تصميمها بالكامل يسلم مستويات أداء أفضل والضوضاء والتلوث من رولز رويس أر بي 211(RB211). هام هكذا هي التحسينات التي رولز رويس تركيبها تحسين نظام HP 700 ترينت إلى
رولز رويس أر بي 211-524جي524إتش (RB211-524G-524H) ورولز رويس أر بي 211-524جي-تي-524إتش (524G-T-524H)ء،  خلق-و-T على التوالي.
عندما البرنامج رولز رويس أر بي 211(RB211) بدأت أصلا، كان المقصود به أن أيا من نظام ضغط سيتطلب ساكن متغير، على عكس المنافسة الأمريكية. للأسف، تبين أنه بسبب العمل على خط الضحلة على ضاغط ضغط متوسط (IPC)، كان مطلوبا صف واحد على الأقل من ساكن متغير على IPC، لتحسين هامش ارتفاعه في ظروف مخنوق. وقد تم الإبقاء على هذه الميزة في جميع أنحاء رولز رويس أر بي 211(RB211)وسلسلة ترينت. على الرغم من أن القصد الأصلي لم يتم، والقضاء رولز رويس الحاجة إلى العديد من الصفوف من ساكن متغير، مع كل تعقيداتها الكامنة، وبالتالي توفير الوزن والتكلفة وتحسين موثوقية.
في 17 يناير 2008، تحطمت رحلة الخطوط الجوية البريطانية رقم (BA038) من طراز بوينغ 777-236إي أر (236ER)، والمتوجهة من بكين إلى لندن، وذلك عند هبوطها في مطار لندن هيثرو، بعد أن خسر كلا محركيها من طراز ترنت 800 طاقة الدفع، أثناء الاقتراب النهائي للطائرة. وتبين من التحقيقات اللاحقة أن الجليد الصادر من نظام الوقود تراكم على مبدلي الحرارة للزيت والوقود، مما أدى إلى تقييد تدفق الوقود إلى المحرك. وأدى ذلك إلى أصدار توجيهات صلاحية الطائرات للطيران يفرض استبدال المبدل الحراري. وتم تمديد هذا التوجيهات لتشمل سلسلة محركات 500 و 700، وذلك بعد أن لوحظ وجود خسارة مماثلة من الطاقة على محرك واحد من طراز إيرباص إيه 330  في حادثة واحدة، وكلا المحركين في بلد آخر. ويشمل التعديل استبدال لوحة الوجه مع العديد من الأنابيب الصغيرة جاحظ مع واحد هو أن شقة.

## الطرازات والتغيرات

### ترينت 600 - الاقتراح الأول
محرك ترينت 600، كان البديل الأولي، لتشغيل طائرة ماكدونل دوغلاس أم دي-11 مع خطوط كالدونيان الجوية البريطانية وإطلاق العملاء المحرك. ومع ذلك، الخطوط الجوية البريطانية إلغاء طلب طائرات أم دي-11 عندما اشترت كالدونيان البريطانية في عام 1987. مع انهيار في عام 1991 من أوروبا الهواء في أعقاب 1990-1991 حرب الخليج الثانية، وخسر الأخرى ترينت التي تعمل بالطاقة أم دي-11 زبون فقط. كما أم دي-11 كان في حد ذاته يعاني ضعف المبيعات بسبب فشلها في تحقيق الأهداف أدائها، وقد خفضت ترينت 600 لبرنامج معيد، محرك التنمية التي تحولت إلى 700 ترينت لطائرات إيرباص إيه 330.

### ترنت 700
في أبريل عام 1989، أصبحت كاثي باسيفيك أول زبون يختار طائرة ايرباص تعمل بمحركات رولز رويس، وذلك عندما وضعت طلبية لشراء عشر طائرات إيرباص إيه 330 مزودة بمحركات ترنت 700. بعدها بشهر خطوط عبر العالم الجوية حذت حذوها مع طلبية لشراء عشرين طائرة إيرباص إيه 330.
شٌغل محرك ترنت 700 للمرة الأولى في أغسطس 1990، وحصل على شهادة الصلاحية في يناير عام 1994. وحصل على شهادة ايتابس -90 دقيقة في مارس 1995، وجرى تمديدها في ديسمبر 1995 إلي ايتابس -120 دقيقة، وإلي ايتابس -180 دقيقة في مايو 1996.

### ترينت 800
في أواخر ثمانينات القرن العشرين وعندما كانت بوينغ تخطط لتطوير طائرتها النفاثة بوينغ 767 لانتاج طراز بوينغ 767-أكس، اقترحت رولز رويس نسخة من محرك ترينت 700 (فئة ترينت 760) ليكون المحرك المثبت عليها. وبحلول عام 1990 تخلت بوينغ عن برنامج 767-أكس المخطط له، وبدلا من ذلك قررت إطلاق عائلة طائرات جديدة، وأكبر واطلقت عليها تسمية 777، مع اشتراط قوة دفع تبلغ 80,000 رطل (360 كيلو نيوتن) أو أكثر. وبما ان قطر مروحة محرك ترينت 700 يبلغ 2.47 متر (97 بوصة) فأن قطر المروحة لا يكون كبيرا بما يكفي لتلبية قوة الدفع المطلوبة، لذلك اقترحت رولز رويس نسخة جديدة من محرك ترينت مع قطر مروحة يبلغ 2.80 متر (110 بوصة) والذي أطلق عليه تسمية ترينت 800.
بدأ اختبار محرك ترينت 800 في سبتمبر 1993، وأحرز شهادة الصلاحية في يناير عام 1995. في مايو 1995، حلقت أول بوينغ 777، بمحركات ترينت 800، ودخلت الخدمة مع كاثي باسيفيك في أبريل عام 1996.
في البداية كان رولز رويس صعوبة بيع المحرك؛ شركة الخطوط الجوية البريطانية، تقليديا العملاء رولز رويس، قدمت طلبية كبيرة لمنافسة جنرال إلكتريك محرك جي إي 90. وجاء التقدم عندما فاز أوامر من الخطوط الجوية السنغافورية، سابقا قوي برات آند ويتني العملاء، لعدد 34 طائرة بوينغ 777. وترنت 800 لديها حصة 41٪ من سوق محركات على بوينغ 777 المتغيرات التي كان متوفرا.

### ترينت 8104
في عام 1998 اقترح بوينغ المتغيرات مدى أطول الجديد للبوينغ 777-إكس. الاستفادة من قدرات نمو ترينت 800، ورولز رويس صممت وبنيت محركا تحسين المعينة ترنت 8104، والتي تم تحجيمها في وقت لاحق صعودا حتى لأكبر 8115. وكان هذا التطور المحرك الأول لاختراق 100,000 رطل (440 كيلو نيوتن) والتوجه بعد ذلك أول لتصل إلى 110,000 رطل (490 كيلو نيوتن). ومع ذلك، GE الطيران السابق الرئيس جيمس ماكنرني (الرئيس التنفيذي لشركة بوينغ الآن) عرضت بنجاح شركة صناعة الطائرات يصل إلى 500 مليون دولار من أموال لتطوير 777X مقابل التفرد في توفير الطاقة للعائلة. وافقت شركة بوينغ في يوليو 1999 لمثل هذه الصفقة مع ومحرك جي إي 90 محرك جي إي 90-110بي/-115بي (GE90-110B-115B) لتكون محركات الوحيد على 777s بعيدة المدى. [15] أدى ذلك إلى 8104 أصبحت مجرد برنامج متظاهر، رغم وضع مزيد من أوليات الصناعة ل مستويات التوجه يتحقق وأول من شرح استخدام مروحة واسعة وتر اجتاحت تماما.

### ترينت 500
في عام 1995، بدأت ايرباص النظر محركا لمدة مشتقات جديدة بعيدة المدى من طائراتها إيرباص إيه 340 بأربعة محركات، المعين إيرباص إيه 340-500/-600. في نيسان 1996، وقعت شركة ايرباص اتفاقا مع جنرال إلكتريك لتطوير محرك مناسبة، ولكنها قررت عدم المضي قدما عندما طالب GE صفقة حصرية على إيرباص إيه 340. بعد مسابقة مع برات آند ويتني، أعلنت شركة ايرباص يوم 15 يونيو 1997 في معرض باريس الجوي أنها اختارت ترينت 500 لتشغيل إيرباص إيه 340-500/-600. [16] في وقت لاحق لمدة سنتين، مايو 1999، وترينت 500 ركض وتم تحقيقه شهادة في ديسمبر 2000 أولا. وقد دخلت الخدمة على إيرباص إيه 340-600 مع فيرجين أتلانتيك الخطوط الجوية في يوليو 2002 وعلى المدى الطويل جدا إيرباص إيه 340-500 مع طيران الإمارات في ديسمبر 2003.
اعتبارا من أول يناير 2009، كانت قد وردت طلبيات مؤكدة من 15 عملاء ل139 إيرباص إيه 340 مدعوم بمحركات ترنت 500 [ بحاجة لمصدر ]؛ لوفتهانزا. هي أكبر مشغل، مع 21 حاليا في الخدمة [17]

### ترينت 900

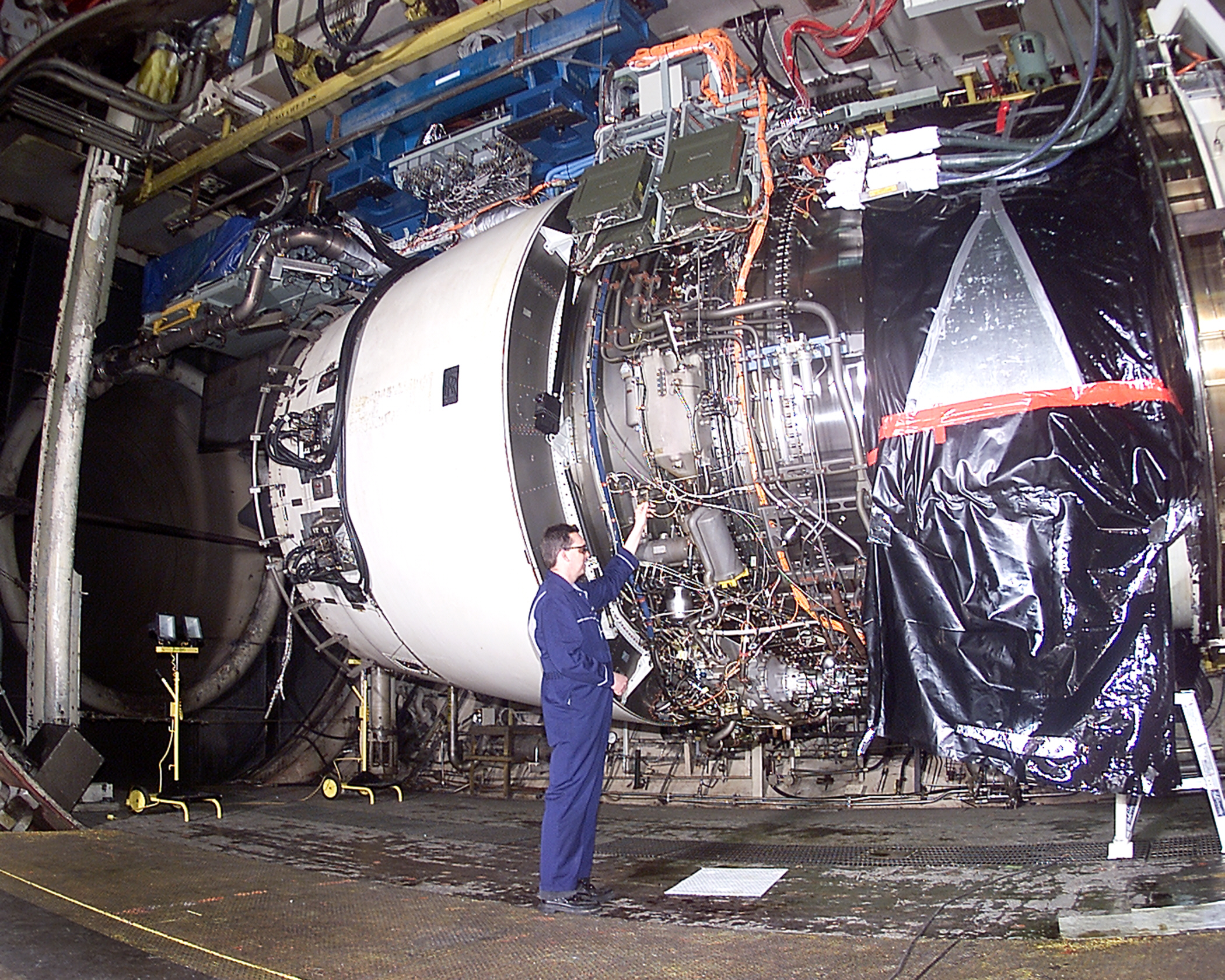
رولز رويس ترنت 900 في اختبار

في وقت مبكر من تسعينيات القرن الماضي، بدأت شركة ايرباص تطوير طائرة أكبر من البوينغ 747، ورمزت حينذاك لهذه الطائرة بالرمز (A3XX)، والذي غير في وقت لاحق، واطلق عليها رسميا باسم إيرباص إيه 380. وبحلول عام 1996، وكان تعريفه تقدمت إلى درجة أن رولز رويس استطاعت أن تعلن أنها من شأنها تطوير ترينت 900 لتشغيل إيه 380. في أكتوبر 2000، أصبح محرك ترينت 900 إطلاق إيه 380 عندما الخطوط الجوية السنغافورية المحدد المحرك لطلبية لشراء طائرات من طراز إيه 380 10، وهذا سرعان ما تبع من قبل كانتاس في فبراير 2001.
وترينت 900 أول ركض على 17 مايو 2004 في اختبارات ايرباص إيرباص إيه 340-300 ، ليحل محل ميناء الداخلية محرك سي اف ام 56-5 ، ومنحت التصديق النهائي من قبل وكالة سلامة الطيران الأوروبية|وكالة سلامة الطيران الأوروبية (EASA) في 29 تشرين الأول 2004، والطيران الاتحادية إدارة (FAA) في 4 كانون الأول 2006. [18] [19] أعلنت شركة رولز رويس في أكتوبر 2007 أن إنتاج ترينت 900 قد تم إعادة تشغيل بعد توقف اثني عشر شهرا بسبب التأخير إلى إيه 380. [20]
في 27 سبتمبر 2007، وشركة الخطوط الجوية البريطانية أعلنت اختيار ترينت 900 لتشغيل 12 طائرة إيه 380، [21] مما يساعد على اتخاذ المحرك حصة من سوق محركات إيه 380 إلى 52٪ في نهاية فبراير 2009.
في 4 نوفمبر 2010، وترينت 900 شهدت فشل غير خاضع للسيطرة على الطيران كانتاس 32 على سنغافورة. بعد التحقيق، أعلنت رولز رويس كانت المشكلة محددة إلى ترينت 900، [22] وعلى وجه الخصوص لا علاقة لها الفشل من 1000 ترينت تحت الاختبار. [23] ومع ذلك، لاحظ آخرون أنه بالرغم من أن جزء محدد قد لا توجد إلا في 900، في كلتا الحالتين فإن توربينات الضغط المتوسط ونظام تزييت هي المشتبه به. [24]

### ترينت 600 - الاقتراح الثاني
في يوليو 2000، وقعت شركة رولز رويس اتفاقية مع بوينغ لتقديم محرك ترنت 600 على التطورات الجديدة من طائرات بوينغ 767 وبوينغ 747. وكان البديل المقترح لطائرة بوينغ 767 مخطط له أن يكون نسخة ذات مدى بعيد والتي عرفت لاحقا باسم بوينغ 767-400إي أر ويكون مدعوم بمحرك ترينت 600 أو محرك جي بي 7172 من أنتاج شركة تحالف المحرك، على الرغم من أنه لم يتم إطلاق هذه الطائرة يوما. وفي عام 2005 وعندما أطلقت شركة بوينغ بوينغ 747-8 أعلنت بأن محرك جنرال إلكتريك من طراز جينكس سيكون المحرك الوحيد المتوفر لطائرة 747-8.

### ترنت 1000
في 6 نيسان 2004، أعلنت بوينغ أنها قد اختارت شريكين محرك من أجل تقريرها الجديد بوينغ 787 ، ورولز رويس وجنرال الكتريك. في البداية، غازل بوينغ مع فكرة الوحيد مصادر في المحرك لبوينغ 787، مع جي إي كونه المرشح الأوفر حظا. ومع ذلك، طالبت العملاء المحتملين الخيارات ورضخت بوينغ. [ بحاجة لمصدر ] لأول مرة في قطاع الطيران التجاري، [ تحتاج إلى توضيح ] وكلا النوعين المحرك تحتوي على واجهة قياسية مع الطائرة، مما يتيح أي بوينغ 787 لتكون مزودة إما جي إي أو رولز يتم تعديل رويس المحرك في أي وقت طالما الصرح أيضا. ملاحظة 2
في يونيو 2004، قدم أول اختيار محرك علني من قبل الخطوط الجوية النيوزيلندية، الذي اختار ترنت 1000 لأوامرها شركة اثنين. في أكبر طلبية بوينغ 787، أن من خطوط كل اليابان الجوية، وقد تم اختيار شركة رولز رويس باعتبارها المورد المحرك على 13 أكتوبر 2004. وتبلغ قيمة الصفقة في مليار دولار (560 مليون جنية استرليني)، ويغطي 30 طائره بوينغ 787-3 و 20 طائره بوينغ 787-8. سوف يكون ترنت 1000 محرك الإطلاق على جميع النماذج الثلاثة بوينغ 787 الحالية، و-8 مع خطوط كل اليابان الجوية (ANA) و-9 مع الخطوط الجوية النيوزيلندية. وفي 7 يوليو 2007، حصلت رولز رويس أكبر طلبية لها على الإطلاق من شركة تأجير الطائرات مؤسسة التمويل التأجيري الدولية (ILFC) عندما وضعت أمر شراء محركات ترنت 1000 بقيمة 1.3 مليار دولار حسب الأسعار القائمة، وذلك لتزويد 40 طائرة من طراز بوينغ 787 والتي كانت قد طلبتها من بوينغ،  وعلى 27 سبتمبر 2007 الخطوط الجوية البريطانية أعلنت اختيار ترنت 1000 إلى السلطة 24 طائرة بوينغ 787. ترينت 1000 حصة من السوق المحرك بوينغ 787 وكان 40٪ في نهاية أغسطس 2008. [ بحاجة لمصدر ]
كانت الجولة الأولى من ترنت 1000 في 14 فبراير 2006،  مع أول رحلة في اختبارات الطيران الخاصة رولز رويس (من نوع بوينغ 747-200 معدلة) يؤديها بنجاح على 18 يونيو 2007 من مطار TSTC اكو في واكو، تكساس. تلقى محرك شهادة مشتركة من إدارة الطيران الفيدرالية الأمريكية ووكالة سلامة الطيران الأوروبية (EASA)، في 7 أغسطس 2007  (مكتوبة 7/8/7 خارج الولايات المتحدة). الدخول إلى الخدمة تأجل من قبل أكثر من عامين مع الربع الأخير من عام 2010 بعد سلسلة من التأخيرات في برنامج بوينغ 787. [ترنت 1000، جنبا إلى جنب مع جنرال إلكتريك جي إي، وتمييزها عن غيرها من توربوفانس مع استخدام من الضوضاء الحد من الاقتباس على الكنة المحرك عند استعمال الهاتف. [ بحاجة لمصدر ]

### ترينت 1500
ترينت المحرك استبدال 500، المعروف بشكل غير رسمي باسم ترينت 1500 [ بحاجة لمصدر ]، واقترح لايرباص إيرباص إيه 340-500/-600 التي تساعدها على المنافسة مع بوينغ 777-200إل أر /300إي أر (200LR/300ER) ء. [32] ومع ذلك، فإن الإعلان عنإيرباص إيه 350 سوف اكس دبليو بي، والتي تغطي السوق إيرباص إيه 340، وعلى الأرجح منع ترنت 1500 من أن تصبح حقيقة واقعة من أي وقت مضى.
ان ترينت 1500 الإبقاء على 2.47 متر (8 أقدام 1 في) قطر المروحة التيار ترينت 500 محرك، فضلا عن الكنة، ولكن يدمج أصغر حجما وأكثر تقدما، ترينت 1000/XWB مولد الغاز والتوربينات ليرة لبنانية، تعديل مناسب .

### ترنت إكس دبليو بي
محرك ترنت إكس دبليو بي هو محرك توربيني مروحي، واحدا من عائلة محركات ترنت، وهو أحدث محركات عائلة ترينت. طّور من محرك رولز رويس ترنت 1000 وويستخدم حصريا على طائرة إيرباص إيه 350.

### الطرزات الصناعية والبحرية

#### أم تي30
أم تي30 (بالإنجليزية: MT30)‏ هو محرك توربيني غازي، مشتق من محرك رولز رويس ترنت 800، (ومجهز بعلبة تروس مشتقة مع محرك ترنت 500)، وتنتج 36 ميغاواط للتطبيقات البحرية. الإصدار الحالي هو عمود دوران توربيني محرك، وتنتج 36 ميغاواط، وذلك باستخدام ترينت 800 أساس لتحريك التوربينات الطاقة التي تأخذ السلطة إلى مولد كهربائي أو إلى محركات الأقراص الميكانيكية مثل waterjets لأو مراوح. انها قوة الإرادة في البحرية الملكية 'ق الملكة اليزابيث فئة حاملات الطائرات .

#### ترينت الصناعية 60 توربين غاز
تم تصميم هذه المشتقات لتوليد الطاقة وحملة الميكانيكية، مثل الكثير من ترينت البحرية. انها توفر ما يصل إلى 64 ميغاواط من الكهرباء في كفاءة 42.8٪. [34] لأنه يأتي في نسختين مفتاح DLE وWLE. وWLE يتم حقن المياه، والسماح لها لإنتاج 58 ميغاواط في ظروف ISA بدلا من 52 ميجاوات. وتشترك في المكونات مع 700 ترينت و 800. [35] في توليد الطاقة الأدوار الحرارة من العادم، نحو 420 درجة مئوية، [36] ويمكن أن تستخدم لتسخين المياه والتوربينات البخارية محرك الأقراص، وتحسين كفاءة الحزمة. وإلى جانب رولز رويس، وهي الرابط الرائدة في ترينت 60 ومقرها المملكة المتحدة Centrax LTD، [37] شركة هندسية مملوكة للقطاع الخاص ومقرها في نيوتن أبوت، المملكة المتحدة.

## الاستخدامات
- إيرباص إيه 330
- إيرباص إيه 340-500/-600 وسلسلة فقط)
- إيرباص إيه 350
- إيرباص إيه 380
- بوينغ 777-200/-200/300إي أر() بوينغ 777 (-200،-200ER و-300 سلسلة فقط)
- بوينغ 787 دريملاينر

## المواصفات

### ترينت 8104/8115
صممت في الأصل ل 777-200LR و 777-300ER (سواء كجزء من مشروع البوينغ 777X)، هذا المحرك يأتي في اثنين من تقييمات الاتجاه، 104,000 رطل (460 كيلو نيوتن) و114،000 رطل (510 كيلو نيوتن)، ولقد تم اختبار ما يصل إلى 117,000 رطل (520 كيلو نيوتن). كما زادت متطلبات بوينغ التوجه، بدأت رولز رويس تطوير رطل 115,000 (510 كيلو نيوتن) 8115 التي كان ليكون نسخة مكبرة من 8104، مع 3.05 متر (120 في) مروحة والأساسية زيادتها 2.5 في المئة عن 8104. واردة شفرات المروحة اجتاحت ظهر ومجموعة من التكنولوجيات الجديدة مثل مكبات مضاد الدورية.
في 8115 كان أبدا بنيت، كما وقعت شركة بوينغ عقدا مع جنرال إلكتريك لتكون المورد الوحيد للمحركات للطائرات 777X، بسبب غيس استعداد لتقاسم المخاطر من جانب هيكل الطائرة من المشروع، والمبيعات من الطائرات إلى GECAS .

### ترينت إكس دبليو بي
تم تصميم عائلة ترينت إكس دبليو بي إلى السلطة ايرباص إيرباص إيه 350. وقد تم تحسين المحرك 84,000 رطل (370 كيلو نيوتن إيرباص إيه 350-900 ، مع derated 75,000 رطل (330 كيلو نيوتن) الإصدار للإيرباص إيه 350-800. قامت إدارة المعرض 97,000 (430 كيلو نيوتن) [38] سوف الإصدار للإيرباص إيه 350-1000 الحفاظ على نفس النواة و 3.0 متر حجم مروحة؛ وسيتم تحقيق التوجه إضافية عن طريق تشغيل المروحة بسرعات أعلى والتي سوف تتطلب شفرات أقوى وتعزيز الغلاف. وبالإضافة إلى ذلك، سيتم زيادة درجات حرارة التشغيل الأساسية باستخدام التكنولوجيا الجديدة حاليا قيد التطوير، والاستفادة من هذا النموذج إطلاق في وقت لاحق اليوم. [39]
- ثلاثة رمح ارتفاع نسبة الالتفافية: 9.3
- الإقلاع التوجه: 75,000-97,000 رطل (330-430 كيلو نيوتن) (مسطحة تقييما لISA +15 C) [40]
- قطر المروحة: 3.0 م (118 في)
- مروحة: مرحلة واحدة، اجتاحت، محور منخفض: نسبة غيض
- تدفق الهواء: تقريبا. 1,440 كجم (3170 £) في الثانية الواحدة
- نسبة الضغط الكلي> = 52:1 (من بين أعلى تسلق)
- ضاغط IP: 8 المرحلة المحورية
- HP ضاغط: 6 مرحلة محورية
- الاحتراق:
- HP التوربينات: مرحلة واحدة، aircooled
- التوربينات IP: مرحلتين، aircooled (اضافية مرحلة النسبية على العلامات السابقة ترينت)
- LP التوربينات: 6 مراحل، غير مبرد

{ لمزيد من المعلومات EASA نوع الشهادة ترينت إكس دبليو بي. <Carlos AC> </ يبرتادوريس FU.>}

## ترينت المحرك العائلة: تفاصيل الرائد
| تفاصيل محركات عائلة ترينت         | تفاصيل محركات عائلة ترينت | تفاصيل محركات عائلة ترينت | تفاصيل محركات عائلة ترينت | تفاصيل محركات عائلة ترينت | تفاصيل محركات عائلة ترينت | تفاصيل محركات عائلة ترينت | تفاصيل محركات عائلة ترينت             |
| المحرك                            | اقتحام ثابت (رطل) (lbf)   | وزن المحرك الأساسي (lb)   | نسبة القوة إلى الوزن      | الطول (بوصة)              | قطر المروحة (بوصة)        | الدخول إلى الخدمة         | استخدامات                             |
| --------------------------------- | ------------------------- | ------------------------- | ------------------------- | ------------------------- | ------------------------- | ------------------------- | ------------------------------------- |
| ترينت 553 Trent 553               | 53,000                    | 10,400                    | 5.1                       | 154                       | 97.4                      | 2003                      | إيرباص إيه 340-500                    |
| ترينت 556 Trent 556               | 56,000                    | 10,400                    | 5.4                       | 154                       | 97.4                      | 2002                      | إيرباص إيه 340-500 إيرباص إيه 340-600 |
| ترينت 560 Trent 560               | 60,000                    | 10,400                    | 5.76                      | 154                       | 97.4                      | 2002                      | إيرباص إيه 340-600                    |
| ترينت 600 Trent 600               | 65,000                    | 10,400                    | 6.3                       | 154                       | 97.4                      | لا يستخدم                 | لا يستخدم                             |
| ترينت 768 Trent 768               | 67,500                    | 10,550                    | 6.4                       | 154                       | 97.4                      | 1996                      | إيرباص إيه 330-200 إيرباص إيه 330-300 |
| ترينت 772 Trent 772               | 71,100                    | 10,550                    | 6.7                       | 154                       | 97.4                      | 1994                      | إيرباص إيه 330-200 إيرباص إيه 330-300 |
| ترينت 772بي Trent 772B            | 71,100                    | 10,550                    | 6.7                       | 154                       | 97.4                      | 1998                      | إيرباص إيه 330-200 إيرباص إيه 330-300 |
| ترينت 772سي Trent 772C            | 71,100                    | 10,550                    | 6.7                       | 154                       | 97.4                      | 2007                      | إيرباص إيه 330-200 إيرباص إيه 330-300 |
| ترينت 875 Trent 875               | 75,000                    | 13,100                    | 5.7                       | 172                       | 110                       | 1995                      | بوينغ 777-200                         |
| ترينت 877 Trent 877               | 77,000                    | 13,100                    | 5.9                       | 172                       | 110                       | 1996                      | بوينغ 777-200                         |
| ترينت 884 Trent 884               | 84,000                    | 13,100                    | 6.4                       | 172                       | 110                       | 1997                      | بوينغ 777-200 إي أر                   |
| ترينت 890 Trent 890               | 90,000                    | 13,100                    | 6.9                       | 172                       | 110                       | 1998                      | بوينغ 777-200 إي أر                   |
| ترينت 892 Trent 892               | 92,000                    | 13,100                    | 7.0                       | 172                       | 110                       | 1997                      | بوينغ 777-200 إي أر بوينغ 777-300     |
| ترينت 895 Trent 895               | 93,400                    | 13,100                    | 7.1                       | 172                       | 110                       | 1999                      | بوينغ 777-200 إي أر                   |
| ترينت 8104 Trent 8104             | 104,000                   | 14,400                    | 7.2                       | 172                       | 110                       | لا يستخدم                 |                                       |
| ترينت 8115 Trent 8115             | 115,000                   | غير معروف                 | غير معروف                 | 172                       | 120                       | لا يستخدم                 |                                       |
| ترنت 970 Trent 970                | 75,152                    | 13,842                    | 5.4                       | 179                       | 116                       | 2007                      | إيرباص إيه 380-841 (A380-841)         |
| ترنت 970بي Trent 970B             | 78,304                    | 13,842                    | 5.6                       | 179                       | 116                       | 2008                      | إيرباص إيه 380-841 (A380-841)         |
| ترنت 972 Trent 972                | 76,752                    | 13,842                    | 5.5                       | 179                       | 116                       | TBA                       | إيرباص إيه 380-842 (A380-842)         |
| ترنت 972بي Trent 972B             | 80,231                    | 13,842                    | 5.8                       | 179                       | 116                       | TBA                       | إيرباص إيه 380-842 (A380-842)         |
| ترنت 977 Trent 977                | 80,781                    | 13,842                    | 5.8                       | 179                       | 116                       | TBA                       | إيرباص إيه 380-843 إف (A380-843F)     |
| ترنت 977بي Trent 977B             | 83,835                    | 13,842                    | 6.0                       | 179                       | 116                       | TBA                       | إيرباص إيه 380-843 إف (A380-843F)     |
| ترنت 980-84 Trent 980-84          | 84,098                    | 13,842                    | 6.0                       | 179                       | 116                       | TBA                       | إيرباص إيه 380-941 (A380-941)         |
| ترنت 1000-إيه Trent 1000-A        | 63,800                    | 11,924                    | 5.4                       | 160                       | 112                       | 2009                      | بوينغ 787-8                           |
| ترنت 1000-سي Trent 1000-C         | 69,800                    | 11,924                    | 5.9                       | 160                       | 112                       | 2009                      | بوينغ 787-8 بوينغ 787-9               |
| ترنت 1000-دي Trent 1000-D         | 69,800                    | 11,924                    | 5.9                       | 160                       | 112                       | 2009                      | بوينغ 787-8 بوينغ 787-9               |
| ترنت 1000-إي Trent 1000-E         | 53,200                    | 11,924                    | 4.5                       | 160                       | 112                       | 2009                      | بوينغ 787-3                           |
| ترنت 1000-إتش Trent 1000-H        | 58,000                    | 11,924                    | 4.9                       | 160                       | 112                       | 2009                      | بوينغ 787-3 بوينغ 787-8               |
| ترنت 1000-جيه Trent 1000-J        | 73,800                    | 11,924                    | 6.2                       | 160                       | 112                       | 2010                      | بوينغ 787-9                           |
| ترنت 1000-كيه Trent 1000-K        | 73,800                    | 11,924                    | 6.2                       | 160                       | 112                       | 2010                      | بوينغ 787-9                           |
| ترنت إكس دبليو بي-75 Trent XWB-75 | 75,000/79,000             | ?                         | ?                         | ?                         | 118                       | 2016                      | إيرباص إيه 350-800                    |
| ترنت إكس دبليو بي-84 Trent XWB-84 | 84,000                    | ?                         | ?                         | ?                         | 118                       | 2014                      | إيرباص إيه 350-900                    |
| ترنت إكس دبليو بي-97 Trent XWB-97 | 97,000                    | ?                         | ?                         | ?                         | 118                       | 2017                      | إيرباص إيه 350-1000                   |

## قوائم ذات صلة
- قائمة محركات الطائرات

## الحواشي
ملاحظات
1.^ جميع الخطوط الجوية نيبون، العميل الوحيد ل787-3، ألغت أمرها، وترك -8 -9 واثنين فقط من المتغيرات قيد التطوير.
2.^ التبادلية محرك يجعل 787 رصيدا أكثر مرونة لشركات الطيران، والسماح لهم للتغيير من الشركة المصنعة للمحرك واحد إلى الآخر في ضوء أي تطورات المحرك في المستقبل، والتي تتفق بشكل وثيق إلى ملف التشغيل الخاصة بهم. فإن تكلفة مثل هذا التغيير يتطلب تكاليف التشغيل الفرق كبير بين أنواع المحركات اثنين لجعله اقتصادا. وهناك فرق لا وجود لها مع محركات اليوم. [ بحاجة لمصدر ]
3.^ الخطوط الجوية السنغافورية لديها 58 ترينت 800 بالطاقة 777s و 5 ترينت 500 إيرباص إيه 340-500 بالطاقة؛ كما أن لديها المزيد من 19 ترينت 700 إيرباص إيه 330-300 (A330-300) بالطاقة، 19 ترينت 900 A380-800 بالطاقة و20 ترينت إكس دبليو بي إيرباص إيه 350 بالطاقة-900S على النظام. [2] [ وصلة مكسورة ] وإذا حدد ترنت 1000 لأمرها من 20 787-9S، وسوف تصبح أول شركة طيران تعمل 6 إصدارات مختلفة من ترينت. المراجع
Notes
1.^خطوط كل اليابان الجوية، the sole customer of the 787-3, has cancelled its order, leaving the -8 and -9 the only two variants under development.
2.^Engine interchangeability makes the 787 a more flexible asset to airlines, allowing them to change from one manufacturer's engine to the other's in light of any future engine developments which conform more closely to their operating profile. The cost of such a change would require a significant operating cost difference between the two engine types to make it economical. A difference that does not exist with the engines today.[بحاجة لمصدر]
3.^الخطوط الجوية السنغافورية has 58 Trent 800 powered 777s and 5 Trent 500 powered A340-500s; it also has a further 19 Trent 700 powered A330-300s, 19 Trent 900 powered A380-800s and 20 Trent XWB powered A350 XWB-900s on order. [وصلة مكسورة] Should it select the Trent 1000 for its order of 20 787-9s, it will become the first airline to operate 6 different versions of the Trent.